# Töre kyrka
Töre kyrka är en kyrkobyggnad i Töre i Kalix kommun. Den tillhör Kalix församling i Luleå stift. Den ritades av Evert Milles, uppfördes i tegel och invigdes adventssöndagen 1936. Kyrkans utsmyckningar är utförda av Axel Wallenberg. Fasaderna är vitputsade och har fönster av blyglas med olika motiv.  Motivet är komponerat av Jean Carlbrand.

## Kuriosa
Denna kyrka förekommer i filmen Så som i himmelen.